# Tierramystica
Tierramystica é uma banda brasileira de folk metal formada no Rio Grande do Sul em 2008.

## História
A banda foi formada no início de 2008 por Fabiano Muller e Alexandre Tellini. com a ideia de mesclar o Heavy Metal com a música de raiz latina, como ritmos andinos por exemplo. Em relação aos temas líricos o direcionamento da banda é o mesmo, versando sobre a cultura e mitologia de povos pré colombianos e a dominação espanhola em relação a essas civilizações 
Em Abril de 2008 a Tierramystica lançou a demo "New Eldorado" e após o lançamento tocaram por várias cidades do sul do país.
Em 2010 a banda foi a vencedora da eliminatória do Rio Grande do Sul em Porto Alegre do Wacken Metal Battle 2010. Ainda em setembro de 2010 lançou o seu primeiro álbum, intitulado "A New Horizon" que em dezembro do mesmo ano já tinha a sua primeira tiragem se esgotando.
"A New Horizon Tour 2010" passou por várias cidades do sul do Brasil e passou também por São Paulo, Rio de Janeiro, Curitiba, Brasília e São Luís, entre outras importantes cidades do país. Em alguns desses shows a Tierramystica foi banda de abertura de bandas como: Angra, Symphony X, Scorpions, Sepultura, Paul Di'Anno, Nightwish, entre outros.
De 2015 a 2016, a banda passou por diversas alterações em sua formação. Em setembro de 2015, o vocalista Gui Antonioli deixou o grupo e foi substituído provisoriamente por Dan Rubin (ex-Magician e Soulspell). Em março de 2016, Dan foi efetivado como membro oficial. No Dia mundial do rock de 2016, anunciaram uma grande troca de integrantes: saem os membros de longa data Alexandre Tellini, Rafael Martinelli, Luciano Thumé e Eduardo Gomes; e entram o guitarrista Bruno Lacerda, o baixista Gustavo Strapazon, e os já conhecidos Fábio Laguna, nos teclados (ex-Angra, Hangar).Anunciaram também que pretendem lançar uma nova canção ainda em 2016, e que um novo álbum deverá começar a ser gravado em janeiro de 2017, sem previsão de lançamento.
Em 22 de Dezembro de 2020, após a banda estar parada por 3 anos, foi apresentada aos fãs uma formação diferente, trazendo de volta membros da formação original, uma nova fan page  e uma nova página no instagram  sendo Ricardo Chileno o único a se manter da formação anterior, com a apresentação de uma nova música, inédita, no programa Quarentena Rock Fest do canal Heavy Talk.

## Integrantes

### Atuais
- Ricardo "Chileno" Durán - vocal, ocarina, flauta de pã, charango e violão (2008—atualmente)
- Alexandre Tellini - guitarra, violão e zampoña (2008—2016;2020—atualmente)
- Luciano Thumé - teclados (2008—2016;2020—atualmente)
- Gui Antonioli - vocal e percussão (2009—2015;2020—atualmente)
- TH Costa - baixo (2020—atualmente)

### Membro de turnê
- Ademar Farinha - instrumentos de sopro

### Ex-integrantes
- Fabiano Muller - guitarra, violão e quena (2008—atualmente)
- Fábio Laguna - teclados (2016—atualmente)
- Gustavo Strapazon - baixo (2016—atualmente)
- Bruno Lacerda - guitarra (2016—atualmente)
- Dan Rubin - vocal (2015—2016 como músico de apoio; 2016—2017)
- Rafael Martinelli - baixo, quena, backing vocals e zampoña (2008—2016)
- Eduardo Gomes - bateria  (2008—2013; 2013—2016)
- Rafael Dachary - bateria (2013)
- André Nascimento - vocal (2008)
- Jesus Hernandes - charango, ocarinas, quenas e zampoñas (2008)

## Discografia

### EP
- 2008 - New Eldorado

### Álbuns de estúdio
- 2010 - A New Horizon

1. "Nueva Castilla"
2. "Golden Courtyard (Qori Kancha)"
3. "Celebretion to the Sun (Inti Raymi)"
4. "New Eldorado (Qapac Nan)"
5. "Spiritual Song"
6. "Winds of Hope (Suyanawayra)"
7. "Wide Open Wings"
8. "Away from the Dream"
9. "The Final Rest"

- 2013 - Heirs of the Sun

1. "When a New Dawn Arrises"
2. "Vision of the Condor"
3. "essence of Pride"
4. "Myths of Creation"
5. "Shine, Once Again"
6. "Men of the Earth (Mapuche)"
7. "Gate of Gods (hayu Marka)"
8. "Rise of the Feathered Serpent (Quetzacoatl)"
9. "Llanto de mi Tierra"
10. "Inti Sunset"

### DVD
- 2012 - A New Legend, a New Journey (Show/Documentário)